# Bosorka
Bosorka (укр. Босорка) — відеогра 2023 року в жанрі roguelike та shoot 'em up з видом згори, розроблена та випущена українською студією Sengi Games 14 квітня 2023 року у відеоігрових дистриб'юторах Steam та Epic Games Store. Анонсування гри відбулося 11 жовтня 2022 року.

## Назва
Проєкт було названо на честь персонажки міфології народів Карпат — босорки/босоркані.

## Ігровий процес
Bosorka — рольовий бойовик з поєднанням жанрів roguelike та shoot 'em up зі стилізованою тривимірною графікою з видом згори й сетингом темного фентезі. Гравець керує відьмою, на ім'я Горпина, що літає на мітлі, нищить супротивників чаклуванням і перемагає босів. У грі є вибір мітел, демонів-супутників і заклять. Мітла має три режими руху: на клавішах WASD вона просто летить, на «Shift» — прискорюється, а на «Space» — робить ривок у напрямку, який ви їй задасте.

## Сюжет
Відеогра розповідає про рудоволосу юну відьму Горпину, що не змогла впоратись із тим безладом, який вона й влаштувала, за допомогою древнього ґримуару. Через невдале чаклунство дівчини книга повертається з потойбічного світу, невгамовно викликаючи ворогів. Горпина має зупинити ґримуар та врятувати світ.

## Розробка
Bosorka розроблялась українською студією Sengi Games, що базується в місті Рівне. 11 жовтня 2022 року на їхньому офіційному YouTube-каналі вийшов тизер-трейлер, завдяки якому і стався анонс гри. Офіційний трейлер з інформацією про дату виходу в магазинах вийшов 11 квітня 2023 року. У відео зазначалося, що гра вийде 14 квітня у Steam та Epic Games Store, як і сталось.

## Огляди
Станом на 3 червня 2023 року у Steam Bosorka має 229 відгуків від гравців, 93% з яких є схвальними.
На думку Олексія Діоміна з Root Nation, гра «динамічна та стильна, з гарними саундтреками» та «прийдеться по душі геймерам, що полюбляють roguelike-ігри».
Редактор GamesGreed Хуан Карлос Ортіз оцінив український roguelike на 3,7 з 5 зірок. Сильними сторонами відеогри він назвав просте керування персонажкою, мальовнича графіка, наявність різних мітел і боси. Натомість слабкими сторонами гри є коротка тривалість проходження, невелика наявність заклинань, деякі істоти, що «більше дратують, аніж цікавлять», а також той факт, що «отримання нових заклинань скасовує старі без можливості повернутися назад».
Марія Р. з Expert Game Reviews прокоментувала, що загальне враження від Bosorka дуже позитивне, попри деякі спірні ігрові моменти: «не викликає емоцій гніву, коли щось не виходить, а натомість заохочує вас впоратися і пройти всі рівні. Саме такою, на мою скромну думку, має бути інді-рольова гра». Окрім того вона похвалила графіку, назвавши її «стильною та довершеною».